# Tomáš Ujfaluši
Tomáš Ujfaluši (pronunție în cehă [ˈtomaːʃ ˈujfaluʃɪ]  n. 24 martie 1978) este un fotbalist ceh retras din activitate. A jucat pe posturile de fundaș central și dreapta.
A jucat la echipe din în Germania (patru ani), Italia (patru ani), Spania (trei ani) și Turcia (doi ani), câștigând șase titluri cu Hamburg, Atlético Madrid și Galatasaray. Și-a început cariera în 1996 cu Sigma Olomouc.
Ujfaluši a jucat 78 de ori pentru Republica Cehă, reprezentând națiunea la Cupa Mondială din 2006 și la două Campionate Europene.

## Cariera la echipe

### Anii timpurii / Hamburg / Fiorentina
Născut în Rýmařov, Cehoslovacia și provenind din strămoși maghiari - Ujfaluši și-a făcut debutul la profesioniști în cadrul formației SK Sigma Olomouc, la vârsta de 18 ani. În decembrie 2000, s-a mutat în străinătate și a semnat cu clubul german Hamburger SV: debutul său a venit pe 10 decembrie, jucând 90 de minute într-o victorie acasă cu FC Energie Cottbus, scor 2-1. În acel sezon a fost integralist în 16 din cele 17 meciuri pe care l-a jucat. Echipa s-a clasat pe locul 13 în sezonul următor și pe 11 după acesta, primind 58 și respectiv 57 de goluri în sezoanele 2000-2001 și 2001-2002.
În 2002-2003 Ujfaluși a ajutat Hamburgul să termine pe poziția a patra, dar echipa lui a căzut în clasament în sezonul următor (primind 50 de goluri în Bundesliga). Ulterior, el a semnat cu ACF Fiorentina, proaspăt revenită în Seria A, după ce a ieșit din insolvență. 

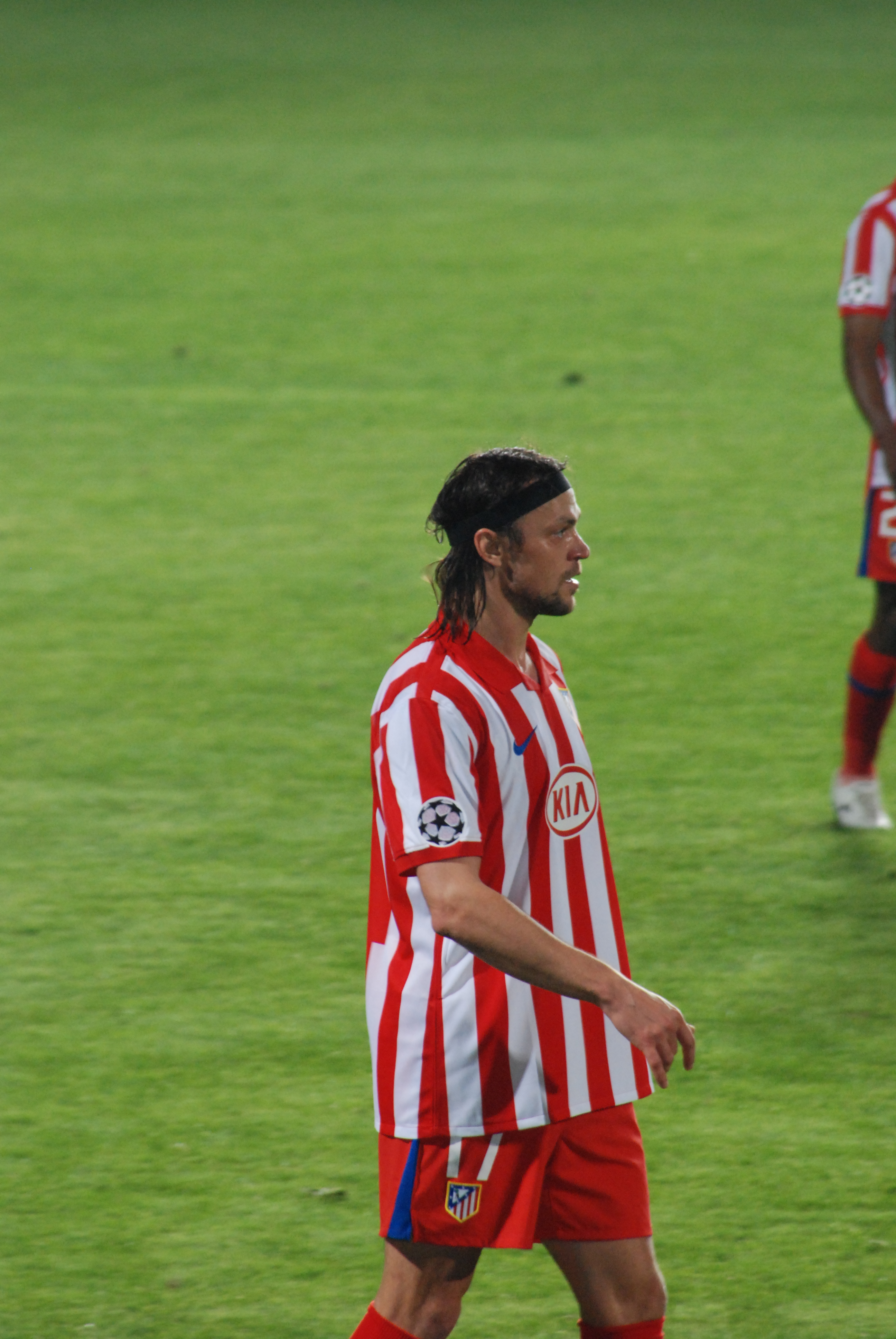
Ujfaluši jucând pentru Atlético Madrid în 2009.

După aproape 150 de meciuri oficiale pentru formațiaViola (în care nu a câștigat niciun trofeu), fiind folosită în principal ca fundaș central de antrenorul Cesare Prandelli, Ujfaluši s-a alăturat echipei Atletico Madrid ca jucător liber de contract. În primul sezon pentru formația madrileană, echipa s-a clasat pe locul al patrulea în La Liga, iar ulterior s-a calificat în Liga Campionilor UEFA 2009-2010.
În sezonul de La Liga 2009-2010, Atlético a terminat doar pe poziția a noua, dar a câștigat trofeul UEFA Europa League, Ujfaluši fiind prezent în opt meciuri disputate în cadrul acestei competiții. Pe 19 septembrie 2010, în timpul prelungirilor meciului pierdut de Atlético cu 1-2 în fața lui FC Barcelona pe stadionul Vicente Calderón, Ujfaluši a avut o intrare întârziată la Lionel Messi, accidentându-l la glezna dreaptă. Apărătorul a primit direct un cartonaș roșu pentru faultul său și a fost ulterior suspendat pentru două jocuri de către comisia disciplinară a Ligii Spaniole; a fost un titular incontestabil în timpul sezonului, jucând majoritatea meciurilor ca fundaș dreapta, cu Colchoneros terminând pe locul 7 și calificându-se în Europa League.

### Galatasaray
La data de 20 iunie 2011, la vârsta de 33 de ani, Ujfaluši a fost transferat de echipa turcă Galatasaray SK, pentru 2 milioane de euro. El a fost titular incontestabil în primul său sezon, fiind eliminat în ultimul meci de campionat, o remiză scor 0-0 în deplasare cu Fenerbahçe SK, cu Gala egalând recordul de cele mai multe titluri câștigate în Turcia, 18.
Ujfaluši a plecat de la Galatasaray la sfârșitul sezonului 2012-2013, după o accidentare care l-a ținut mai mult timp pe tușă. S-a retras în decembrie la vârsta de 35 de ani, după ce a jucat câteva în turul sezonului 2013-2014 pentru AC Sparta Praga.
La 18 decembrie 2013 Ujfaluši s-a întors la Galatasaray, fiind director tehnic. El și-a dat demisia în luna iunie a anului următor.

## Cariera internațională

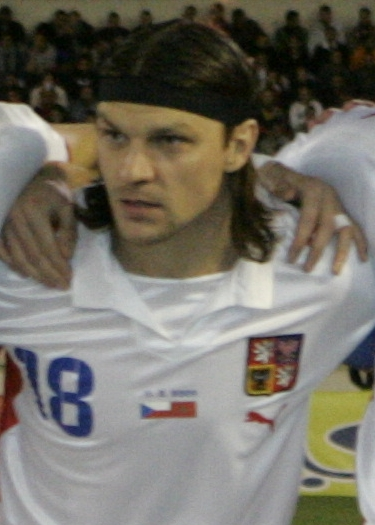
Ujfaluši la echipa națională a Republicii Cehe (2009).

Ujfaluši a fost convocat pentru prima dată la naționala Cehiei în 2001, în timp ce juca pentru Hamburg. El și-a reprezentat țara la UEFA Euro 2004 (jucând în patru meciuri pentru Cehia, echipă care avea să ajungă în semifinalele competiției), Cupa Mondială FIFA 2006 - fiind eliminat împotriva Ghanei cu Cehia calificându-se din grupe - și Euro 2008 (trei meciuri, fiind numit Omul meciul din primul din turneu, o victorie cu 1-0 împotriva Elveției).
După nouă ani la echipa națională, perioadă în care a devenit și căpitanul acesteia, Ujfaluši s-a retras din echipa națională pe 8 aprilie 2009 după ce a fost criticat pentru că a petrecut la restaurant, alături de alți cinci jucători, în urma înfrângerii din Cehiei în fața Slovaciei în pe 1 aprilie în calificările la Cupa Mondială.

## Statistici privind cariera

### Club
| Club            | Sezon         | Campionat | Campionat | Cupă    | Cupă   | Cupa Ligii | Cupa Ligii | Europa  | Europa | Total   | Total  |
| Club            | Sezon         | Meciuri   | Goluri    | Meciuri | Goluri | Meciuri    | Goluri     | Meciuri | Goluri | Meciuri | Goluri |
| --------------- | ------------- | --------- | --------- | ------- | ------ | ---------- | ---------- | ------- | ------ | ------- | ------ |
| Sigma Olomouc   | 1996–1997     | 18        | 1         | -       | -      | -          | -          | -       | -      | 18      | 1      |
| Sigma Olomouc   | 1997–1998     | 11        | 2         | -       | -      | -          | -          | -       | -      | 11      | 2      |
| Sigma Olomouc   | 1998–1999     | 28        | 1         | -       | -      | -          | -          | -       | -      | 28      | 1      |
| Sigma Olomouc   | 1999–2000     | 29        | 0         | -       | -      | -          | -          | -       | -      | 29      | 0      |
| Sigma Olomouc   | 2000–2001     | 14        | 0         | -       | -      | -          | -          | -       | -      | 14      | 0      |
| Sigma Olomouc   | Total         | 100       | 4         | 0       | 0      | 0          | 0          | 0       | 0      | 100     | 4      |
| Hamburger SV    | 2000–2001     | 19        | 0         | -       | -      | -          | -          | -       | -      | 19      | 0      |
| Hamburger SV    | 2001–2002     | 29        | 0         | -       | -      | -          | -          | -       | -      | 29      | 0      |
| Hamburger SV    | 2002–2003     | 31        | 2         | -       | -      | -          | -          | -       | -      | 31      | 2      |
| Hamburger SV    | 2003–2004     | 26        | 1         | -       | -      | -          | -          | -       | -      | 26      | 1      |
| Hamburger SV    | Total         | 105       | 3         | 0       | 0      | 0          | 0          | 0       | 0      | 105     | 3      |
| Fiorentina      | 2004–2005     | 28        | 0         | -       | -      | -          | -          | -       | -      | 28      | 0      |
| Fiorentina      | 2005–2006     | 36        | 1         | -       | -      | -          | -          | -       | -      | 36      | 1      |
| Fiorentina      | 2006–2007     | 31        | 1         | -       | -      | -          | -          | -       | -      | 31      | 1      |
| Fiorentina      | 2007–2008     | 28        | 0         | -       | -      | -          | -          | 11      | 0      | 39      | 0      |
| Fiorentina      | Total         | 123       | 2         | 0       | 0      | 0          | 0          | 11      | 0      | 134     | 2      |
| Atlético Madrid | 2008–2009     | 33        | 0         | 0       | 0      | -          | -          | 7       | 0      | 40      | 0      |
| Atlético Madrid | 2009–2010     | 27        | 0         | 9       | 1      | -          | -          | 14      | 0      | 50      | 1      |
| Atlético Madrid | 2010–2011     | 32        | 0         | 5       | 0      | -          | -          | 4       | 0      | 41      | 0      |
| Atlético Madrid | Total         | 92        | 0         | 14      | 1      | -          | -          | 25      | 0      | 131     | 1      |
| Galatasaray     | 2011–2012     | 39        | 1         | 1       | 0      | 0          | 0          | -       | -      | 40      | 1      |
| Galatasaray     | 2012–2013     | 2         | 0         | 0       | 0      | 0          | 0          | 0       | 0      | 2       | 0      |
| Galatasaray     | Total         | 41        | 1         | 1       | 0      | 0          | 0          | 0       | 0      | 42      | 1      |
| Sparta Praga    | 2013–2014     | 0         | 0         | 0       | 0      | 0          | 0          | 0       | 0      | 0       | 0      |
| Sparta Praga    | Total         | 0         | 0         | 0       | 0      | 0          | 0          | 0       | 0      | 0       | 0      |
| Total carieră   | Total carieră | 461       | 10        | 15      | 1      | 0          | 0          | 36      | 0      | 512     | 11     |

### Internațional
| Cehia | Cehia   | Cehia  |
| An    | Meciuri | Goluri |
| ----- | ------- | ------ |
| 2001  | 6       | 0      |
| 2002  | 8       | 2      |
| 2003  | 8       | 0      |
| 2004  | 12      | 0      |
| 2005  | 11      | 0      |
| 2006  | 11      | 0      |
| 2007  | 8       | 0      |
| 2008  | 12      | 0      |
| 2009  | 2       | 0      |
| Total | 78      | 2      |

#### Goluri internaționale
| # | Data              | Stadion                       | Adversar      | Scor | Rezultat | Competiție |
| - | ----------------- | ----------------------------- | ------------- | ---- | -------- | ---------- |
| 1 | 6 septembrie 2002 | Stadionul Letná, Praga, Cehia | FR Iugoslavia | 2-0  | 5-0      | Amical     |
| 2 | 6 septembrie 2002 | Stadionul Letná, Praga, Cehia | FR Iugoslavia | 4-0  | 5-0      | Amical     |

## Titluri
Hamburg
- DFB-Ligapokal : 2003

Atlético Madrid
- UEFA Europa League: 2009-2010
- Supercupa Europei: 2010

Galatasaray
- Süper Lig: 2011-2012, 2012-2013
- Supercupa Turciei: 2012

### Individual
- Süper Lig: Fundașul anului 2011-2012[20]
- Primul XI all-time al Fiorentinei[21]